# Estació de Sant Celoni
Sant Celoni és una estació de ferrocarril propietat d'adif situada a la població de Sant Celoni, a la comarca del Vallès Oriental. L'estació es troba a la línia Barcelona-Girona-Portbou i hi tenen parada trens de Rodalies de Catalunya de la línia R2 Nord dels serveis de rodalia de Barcelona i la línia R11 dels serveis regionals, operats per Renfe Operadora.
Aquesta estació de la línia de Girona va entrar en servei l'any 1860 quan va entrar en servei el tram construït per la Camins de Ferro de Barcelona a Granollers (posteriorment esdevindria Camins de Ferro de Barcelona a Girona) entre Granollers Centre i Maçanet-Massanes, com a prolongació del ferrocarril de Barcelona a Granollers.
L'any 2019 va registrar l'entrada de 928.000 passatgers.

## Serveis ferroviaris
| Procedència/Destinació                     | <                                          | Línia | >                | Procedència/Destinació                          |
| ------------------------------------------ | ------------------------------------------ | ----- | ---------------- | ----------------------------------------------- |
| Rodalia de Barcelona                       |                                            |       |                  |                                                 |
| Aeroport Sants                             | Palautordera                               |       | Gualba           | terminal Maçanet-Massanes                       |
| Serveis regionals de Rodalies de Catalunya |                                            |       |                  |                                                 |
| Barcelona-Sants                            | Granollers Centre Barcelona-El Clot-Aragó¹ |       | Maçanet-Massanes | Girona Figueres Portbou / Cervera de la Marenda |

1. La gran majoria dels Catalunya Exprés no efectuen parada ni a Barcelona-Sant Andreu Comtal, ni a Granollers Centre, sent la següent o anterior Barcelona-El Clot-Aragó.

Actualment tots els trens procedents de l'Aeroport acaben el seu recorregut en aquesta estació i tornen a sortir en sentit sud en aquesta estació, excepte 3 trens que continuen fins a la capçalera nord. A més hi ha 9/10 trens diaris de tipus regional que reforça el servei en el tram restant de la línia de rodalia cap al nord.

## Galeria d'imatges

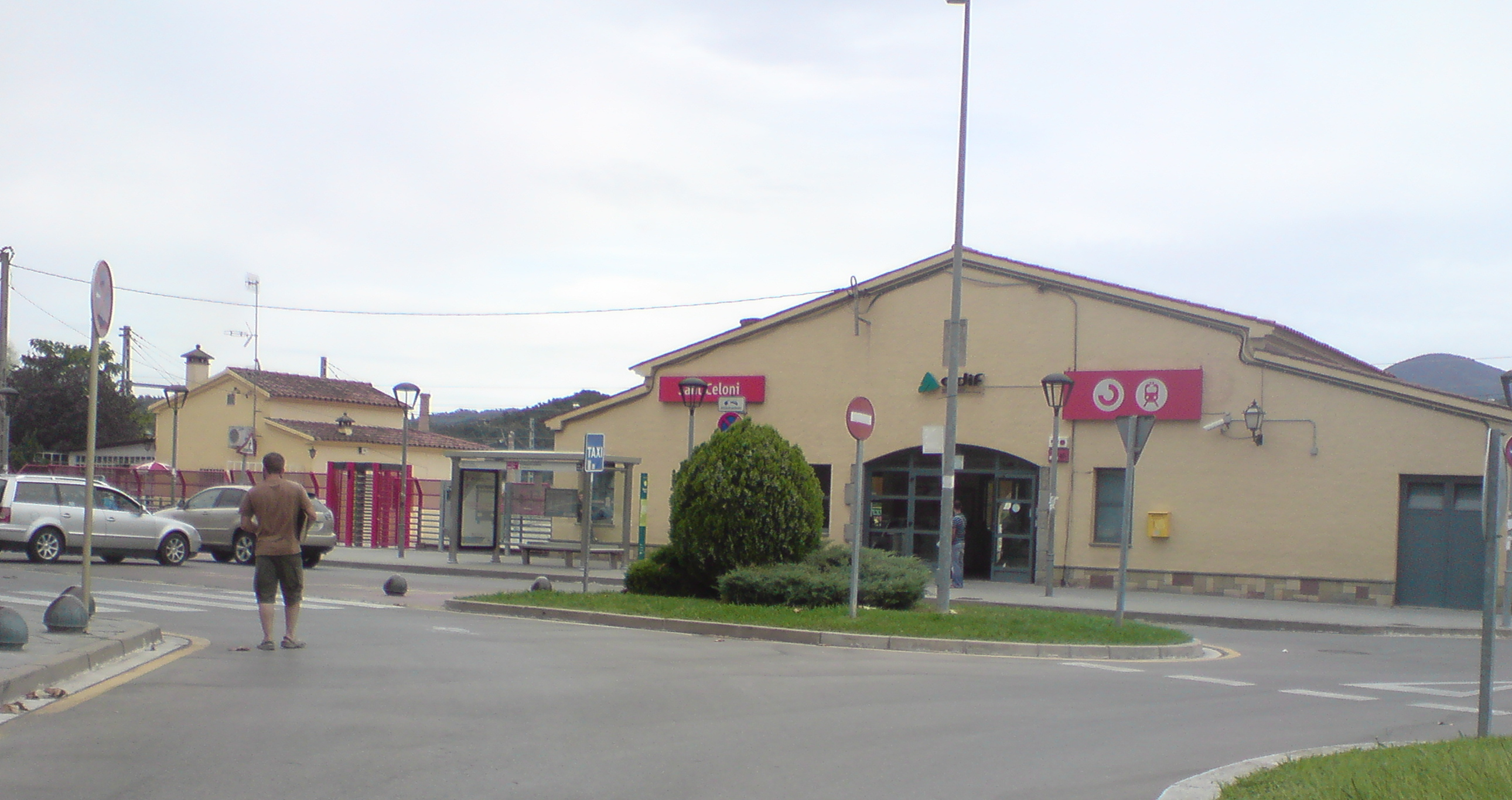
Edifici i accés a l'estació
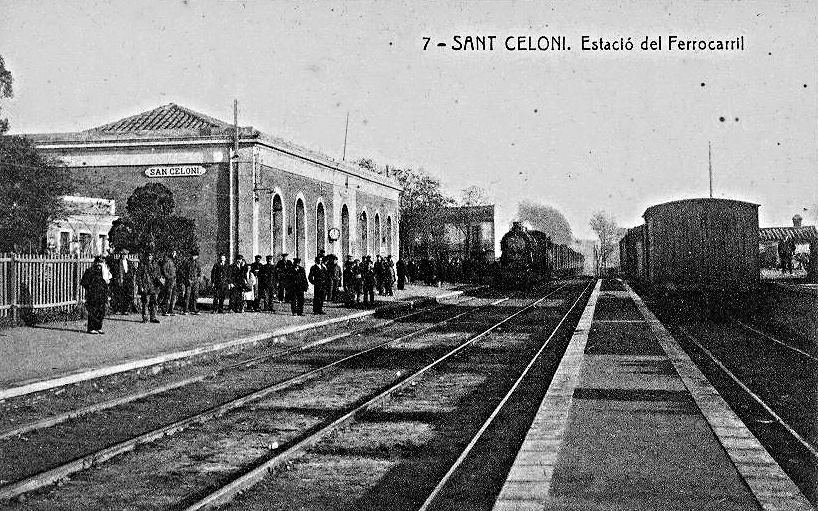
L'estació a principis del sXX explotada per la Xarxa Catalana de la MSA